# أحمد حسن سعيد
أحمد حسن سعيد رجل أعمال وسياسي مصري، عضو مؤسس في حزب المصريين الأحرار وأنتخب كعضو مجلس شعب عن دائرة قصر النيل، كما شغل منصب أمين عام جبهة الأنقاذ الوطني، ويشغل حالياً منصب نائب رئيس النادي الأهلي المصري.

## عمله السياسي
أحمد سعيد عضو مؤسس في حزب المصريين الأحرار. كون هذا الحزب مجموعة من رجال الأعمال والسياسة والشخصيات العامة في أبريل 2011.
كانت من أهم ركائزه أنه حزب مدني يبرز الهوية المصرية التي تجمع كل المصريين تحت مظلة واحدة أساسها: الحرية والعدالة الاجتماعية.
أحمد سعيد رئيس حزب المصريين الأحرار وهو المحرك الأول والمؤسس لفكرة الكتلة المصرية.
في الانتخابات البرلمانية التي وقعت يومي 28-29 نوفمبر 2011 فاز أحمد سعيد بمقعد عن دائرة قصر النيل وهي الجغرافيا التي عاش فيها معظم حياته.
شغل منصب أمين عام جبهة الأنقاذ الوطني في الفترة من يوليو 2013 وحتي يناير 2014.

## العائلة
ولد أحمد سعيد في 28 ديسمبر 1961 في القاهرة لأبوين مصريين، وهما المهندس حسن سعيد والسيدة فاتن فتحى، وله شقيق أصغر منه سنا وهو المهندس هشام سعيد. أحمد سعيد متزوج من نيفرت مصطفى الشريف (حفيدة أخو عميد الأدب العربي الدكتور طه حسين) ولهما بنتان وولد.

## الدراسة والسباحة
حصل على الثانوية العامة من مدرسة دار الطفل 1979، ثم حاز على شهادة البكالوريوس مع مرتبة الشرف في العلوم السياسية من الجامعة الأمريكية بالقاهرة عام 1985. انتخب رئيسا لاتحاد طلبة الجامعة للعام الدراسي 1984/1983. ونظم وقاد في هذا العمر اعتصامات ومقاطعات بالحرم الجامعي.
أظهر أحمد سعيد تفوقا خاصا في السباحة حيث حصل على الميدالية الذهبية في بطولة مصر المفتوحة عمومي رجال وهو ما زال في الخامسة عشر من عمره، بعدها كان صاحب رقم مصر في سباحة 100 متر فراشة وحتى اعتزاله في نهاية 1984، وظل رقم مصر باسم أحمد سعيد لمدة عشر سنوات.
توج أحمد سعيد انتصاراته الرياضية بتمثيل مصر في بطولة الألعاب الأوليمبية في لوس انجلوس 1984.
سافر في 1988 إلى إنجلترا حيث حصل على شهادة الماجستير في العلوم السياسية من جامعة لندن، ثم حصل على شهادة الدكتوراه من جامعة القاهرة سنة 2002.

## أعماله
على الصعيد المهني عمل أحمد سعيد في مجالات التخطيط والإدارة والحكم المحلي بالإضافة إلى تكنولوجيا المعلومات، كان مسؤلا عن مشروعات محو الأمية من خلال عمله في الصندوق الاجتماعي للتنمية. والذي من خلاله وطبيعة عمله طاف بمعظم القطر المصري ريفه وحضره، صعيده ودلتاه، اسس مع أخيه المهندس هشام سعيد شركة جلوبال براندز عام 1997.